# As Amigas
Le amiche (br/pt: As Amigas) é um filme de drama italiano de Michelangelo Antonioni de 1955.

## Sinopse
Numa loja de moda em Turim nasce a amizade entre uma vendedora e os seus clientes que, de várias maneiras, sentem ter fracassado na vida. Um suicídio - após várias tentativas que foram ignoradas - toma-as dolorosamente conscientes do vazio e da superficialidade das suas vidas.
A influência temática do escritor Cesare Pavese na obra de Antonioni culmina com a filmagem do seu livro Tra donne sole.

## Elenco
- Eleonora RossiDrago
- Valentina Cortese
- Madeleine Fisher
- Yvonne Furneaux
- Gabriele Ferzetti
- Ettore Manni
- Franco Fabrizi
- Anna-Maria Pancani
- Maria Gambarelli